# 馬自達MX-6
馬自達MX-6（日语：マツダ・MX-6）是1988年至1997年由日本馬自達汽車公司生產銷售的運動型雙門轎跑車。因為當時日本泡沫經濟時期景氣大好，該公司採多品牌策略，以同樣的底盤平台一口氣推出六款車（見底下「參見」之詳述，若加上福特的雙生車款福特Telstar和福特Probe則共有八款車），但是後來銷售成績證明這種策略是錯誤的。
1982年本田推出屬於雙門轎跑車的第二代本田Prelude，憑藉著優異的操控性能與前驅底盤營造出的大車室空間，在日本、美國與亞太地區大受歡迎。當時第二代馬自達RX-7在跑車領域獨撐大樑，但轎跑車這塊市場則沒有代表作，北美洲的代理商遂要求原廠開發出類似本田Prelude的雙門轎跑車產品。
MX-6實質上就是第五代馬自達626，與後者同樣採用GD平台（1988年至1992年）和GE平台（1993年至1997年），另外還有「福特Probe」的雙生車款。在北美洲地區，626、MX-6、Probe皆在美國密西根州的AutoAlliance International車廠組裝。而臺灣也曾經銷售過第一、二代的MX-6，皆是由前述組裝廠製造的進口車。

## 歷史

### 第一代（1988年至1992年）
1988年 - 第一代MX-6正式在美國與加拿大上市，區分成四個級距：
1. DX級：屬於入門款，配備最大馬力120hp、最大扭力176N·m的2.2L直列四缸SOHC F2型引擎，以及空調系統等。
2. LX級：含有電動窗戶、車門上鎖、電動調整後視鏡，可選購電動天窗。
3. LE級：除了內裝為皮椅外，其餘配備同LX級；此外手排車還有皮質排檔桿頭。
4. GT級：所有配備同LX級，但搭載最大馬力145hp、最大扭力258N·m的2.2L直列四缸F2T型渦輪增壓引擎，另附中冷器。此外可選購四輪碟煞系統、ABS防鎖死煞車系统、三向電動可調式懸吊系統等。1989年馬自達更提供了4WS四輪轉向系統（four-wheel steering）給GT級車款，其他國家的GT級亦含有此配備。這種4WS系統屬於電子式設計，依靠一組安裝於後輪軸附近的電子機械控制組件，不停接受來自前輪軸轉向角度的訊號，接著按預設的對應比例，推動繫接於後輪的連桿，以改變後輪的轉向角度。

此款車在歐洲地區叫做馬自達626 Coupe，搭載了1.8L直列四缸F8型、2.0L直列四缸FE型、2.0L直列四缸FE-DE型、2.2L直列四缸F2型等四種引擎。澳洲市場跟美國一樣稱為「馬自達MX-6」，也具有配備渦輪增壓的2.2L直列四缸F2T型引擎和4WS四輪轉向系統的GT級車款；紐西蘭市場則皆可選購歐規或澳規的車輛。
日本市場稱之為馬自達Capella C2（Composite Coupe之意），搭載1.8L直列四缸SOHC F8型或2.0L直列四缸DOHC FE-ZE型等二種引擎。1988年曾推出限量300部的「Capella C2 Ẽfini Version」特仕車，除了2.0L直列四缸DOHC FE-ZE型輸出馬力上修至150ps / 6,000rpm，外加BBS製輪框等配備。

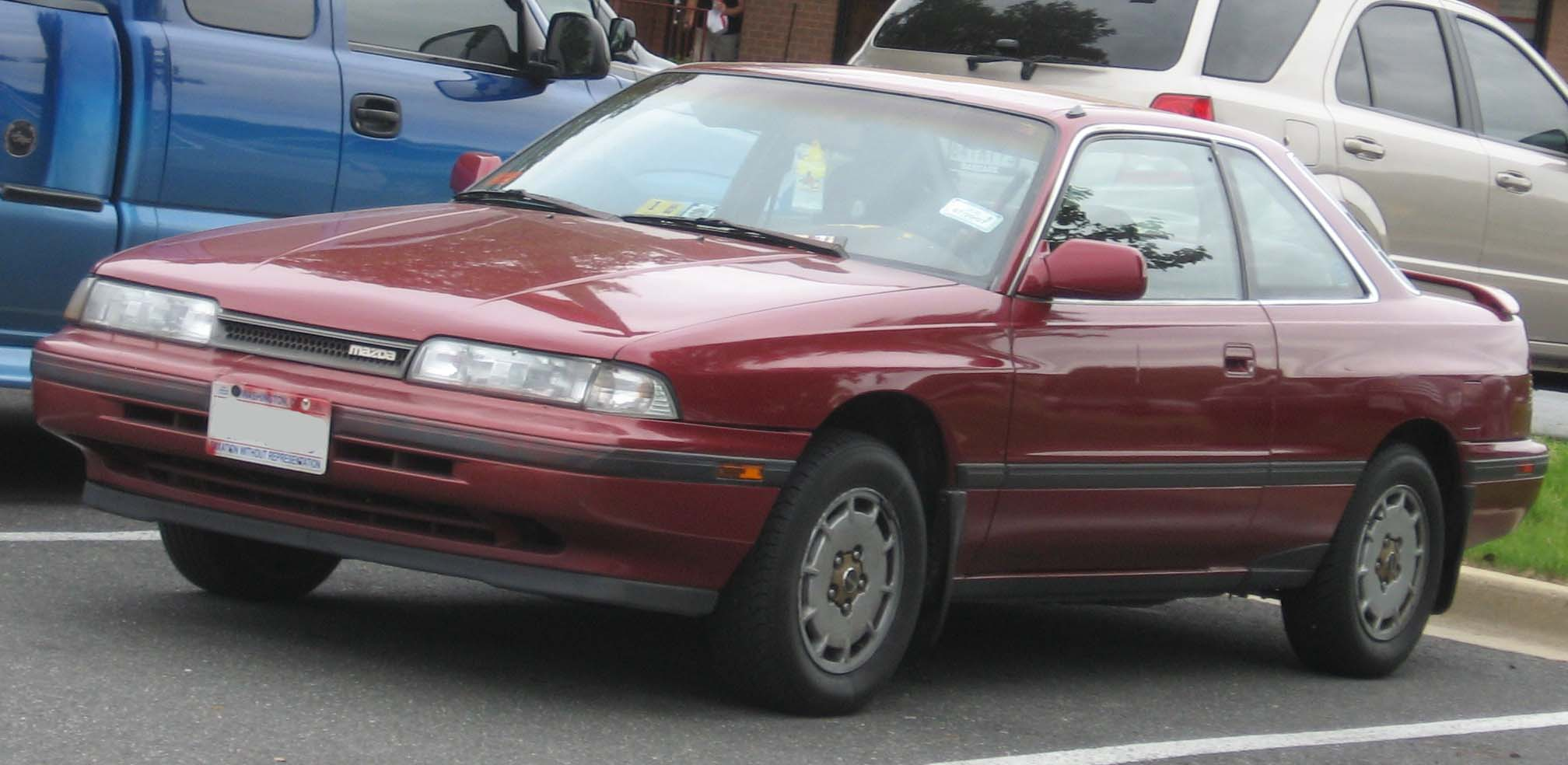
第一代馬自達MX-6車頭（美規）
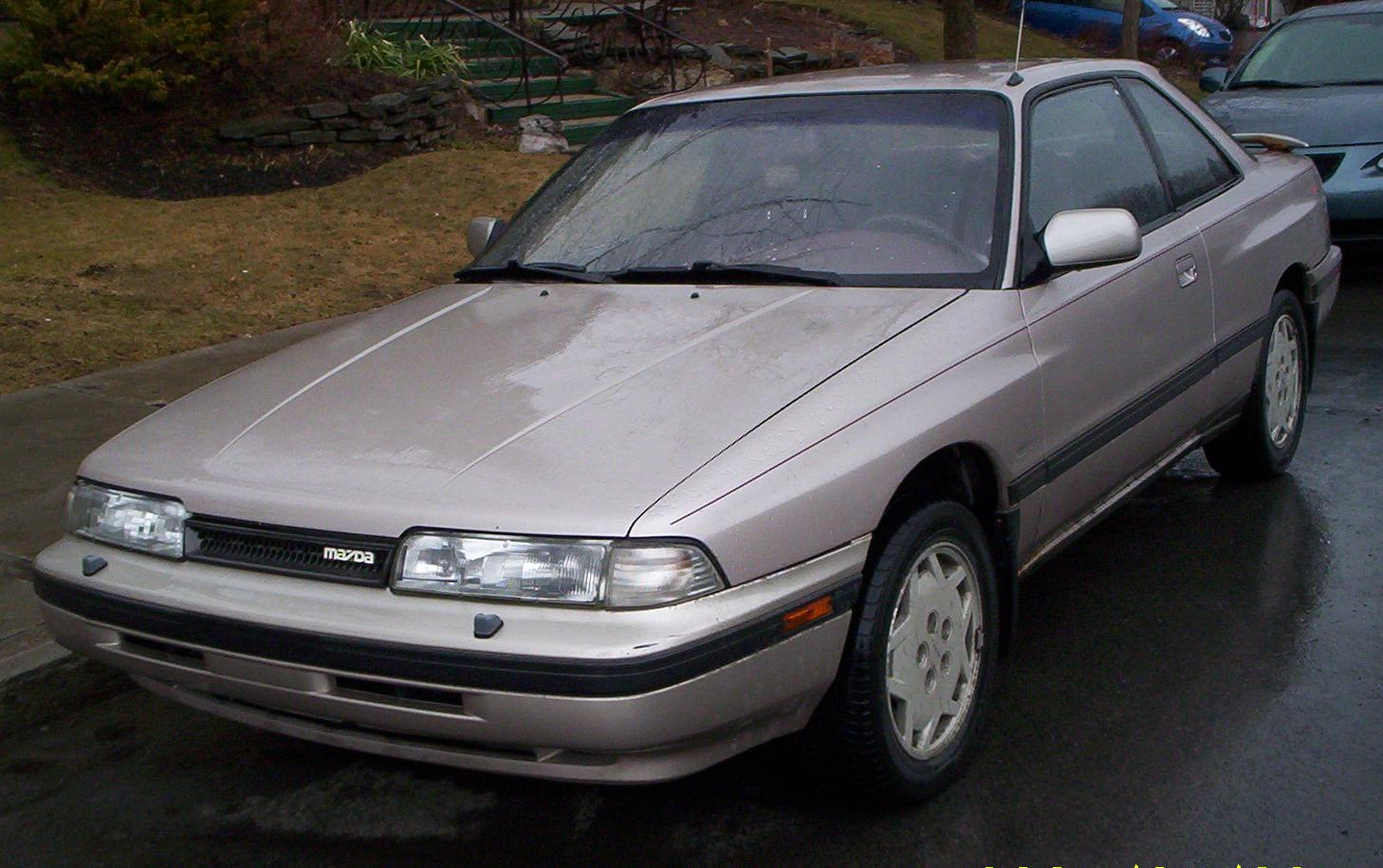
第一代馬自達MX-6車頭（加拿大）
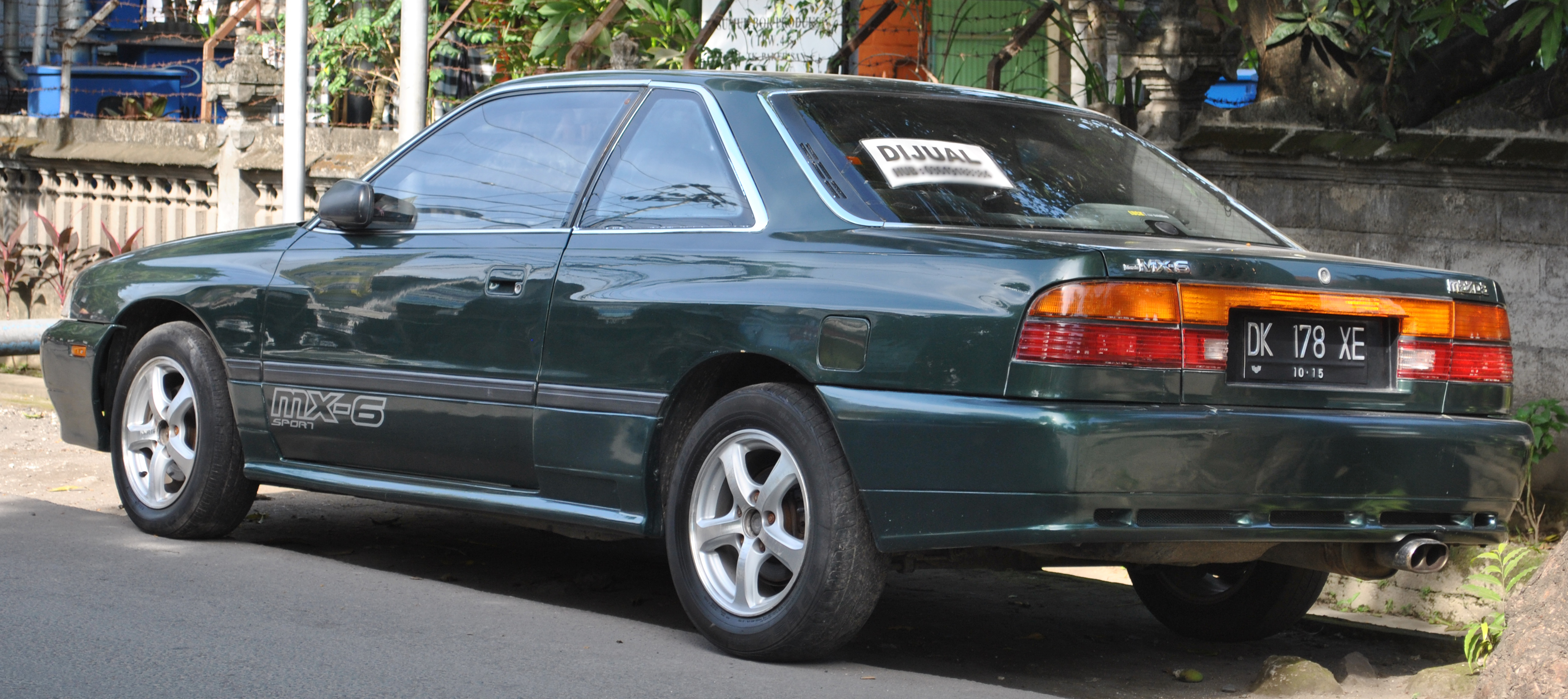
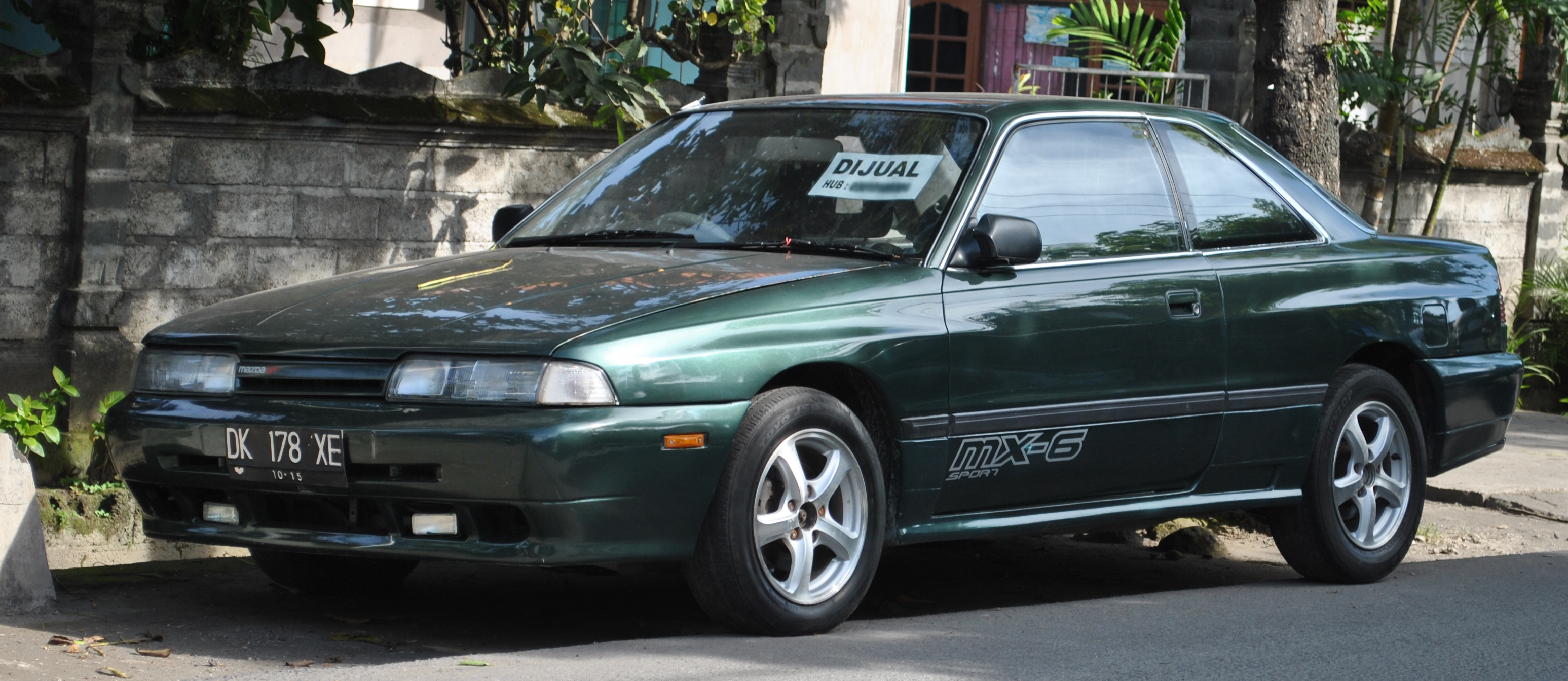
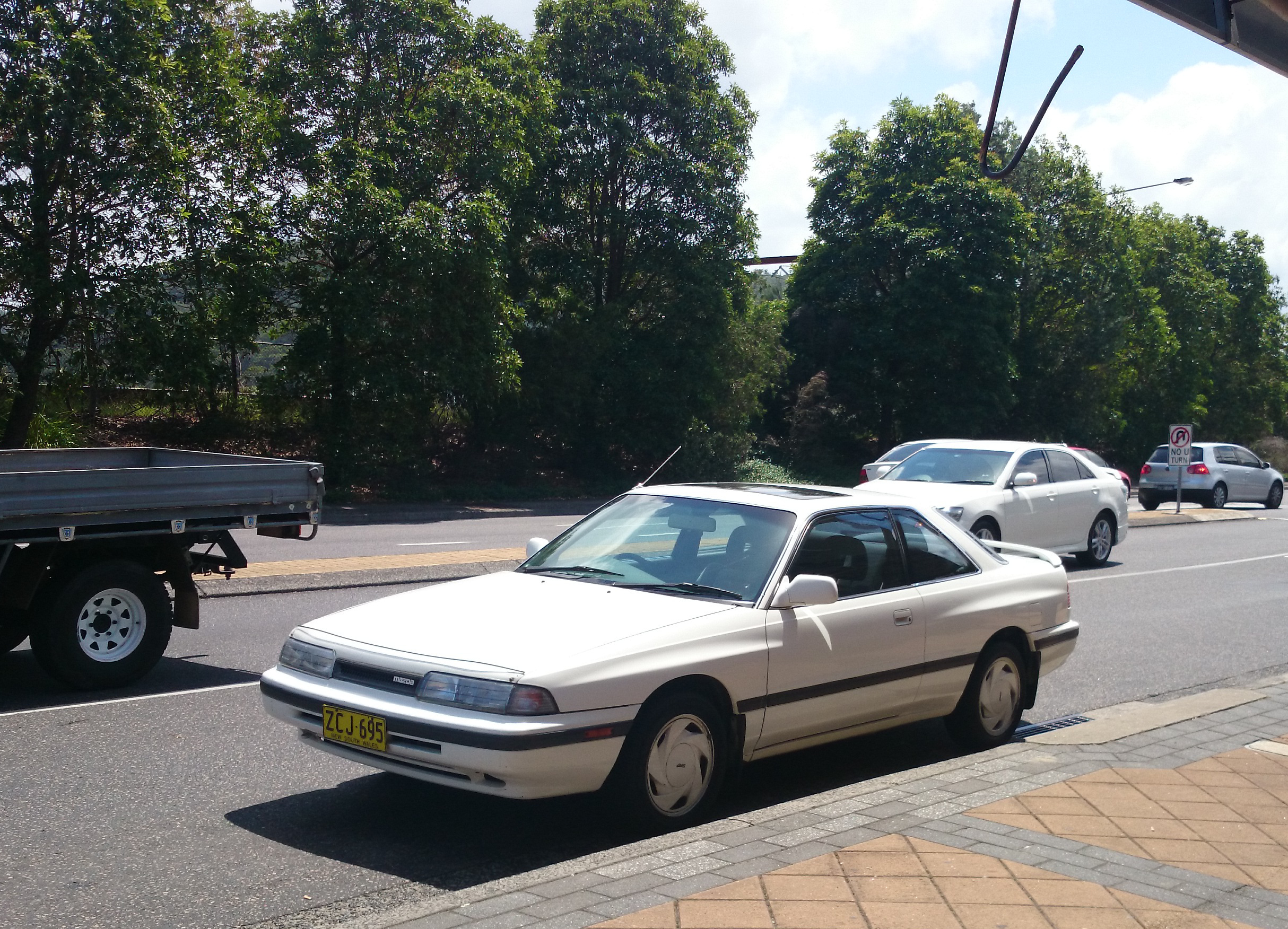
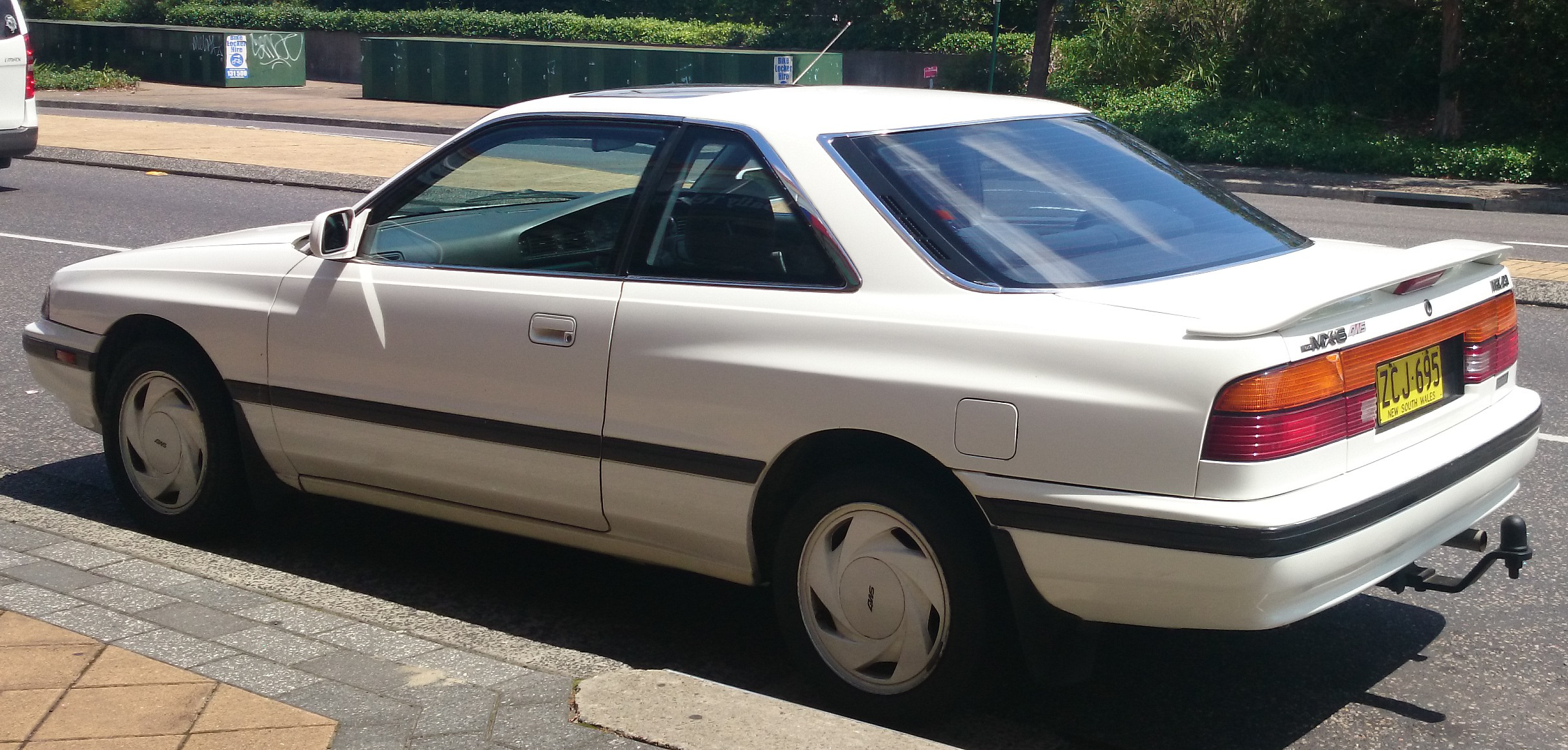

### 第二代（1992年至1997年）
1992年 - 1月進行大改款，不但加大車身尺碼，外型也改得更為流線圓潤，符合其轎跑車格調的定位。底盤採用全新的GE平台，與五款兄弟車以及雙生車種福特Probe和福特Telstar共用引擎、變速箱、懸吊系統、煞車制動系統、轉向系統等主要元件。該款車在全球市場可區分為三種型式：
- A規：此規格供應北美洲、臺灣市場，值得注意的是在加拿大的車名為「馬自達MX-6 Mystère」，其中分成三種級距：

1. RS級：屬於入門款，搭載2.0L直列四缸FS-DE型引擎，最大馬力119hp。
2. LS級：屬於中階款，搭載2.5L V型六缸KL-DE型引擎，最大馬力164hp。標準配備有鋁合金鋼圈、尾翼，另可選購CD音響、霧燈、皮質或絨布座椅。
3. LS M級：基於LS級而另外推出的特仕車：樣式不同的全紅色尾燈、鍍鉻迎賓門檻、三片式CD音響、金色鋁合金鋼圈、金色廠徽銘牌、座椅和腳踏墊繡有M-edition字樣。此級距的車輛並沒有配備4WS四輪轉向系統（four-wheel steering）。

- E規：供應香港、澳洲、紐西蘭與歐洲等市場。與A規相較之下，其頭燈採雙片式投射以獲得更佳的照明，前後保險桿形式也不盡相同。方向側燈之位置在前輪之後的葉子板上，而A規的則在前保險桿側邊。E規也可選購皮椅內裝和4WS四輪轉向系統（但英國市場沒有此配備），且搭載了2.5L DOHC V型六缸KL-DE型引擎。
- J規：此規格車型供應澳洲、紐西蘭、英國與歐洲等市場，規格配備與E規近似，不過頭燈為單片式投射，方向燈與霧燈整合在一起，後保險桿的形狀也不太一樣。其他還包括4WS四輪轉向系統、數位式恆溫空調、電動摺疊後照鏡，以及Mazdaspeed版空力套件。動力來源有兩種：最大馬力達200hp的2.5L DOHC V型六缸KL-ZE型引擎和最大馬力159hp的2.0L DOHC V型六缸KF-ZE型引擎。

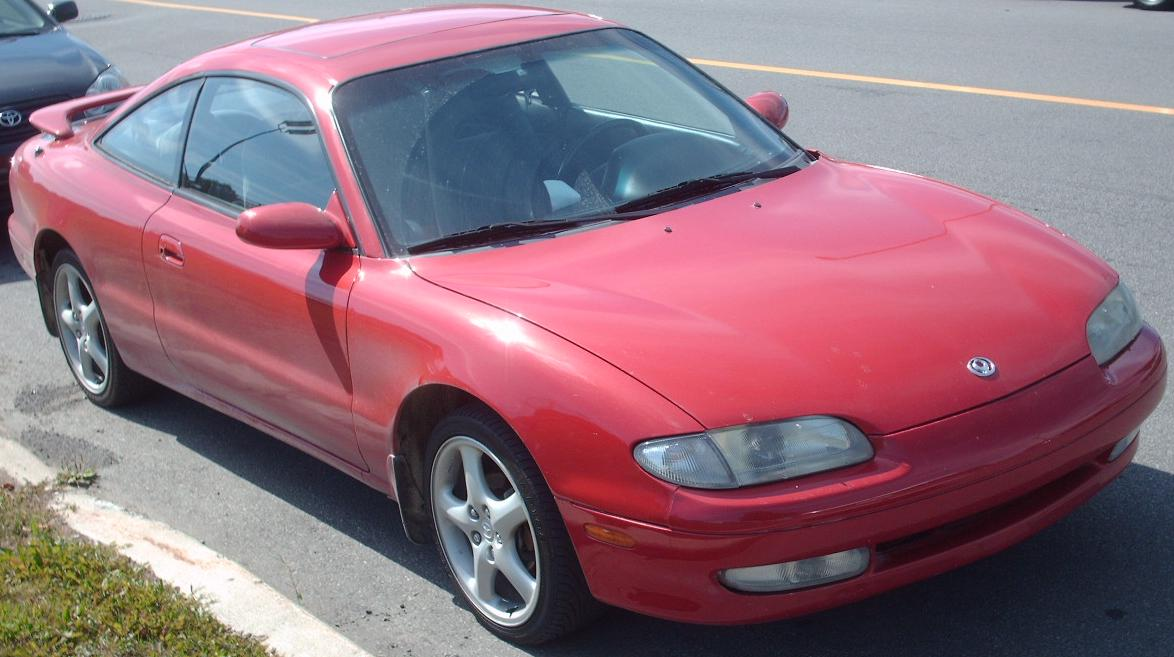
MX-6 Mystère車頭（加拿大）
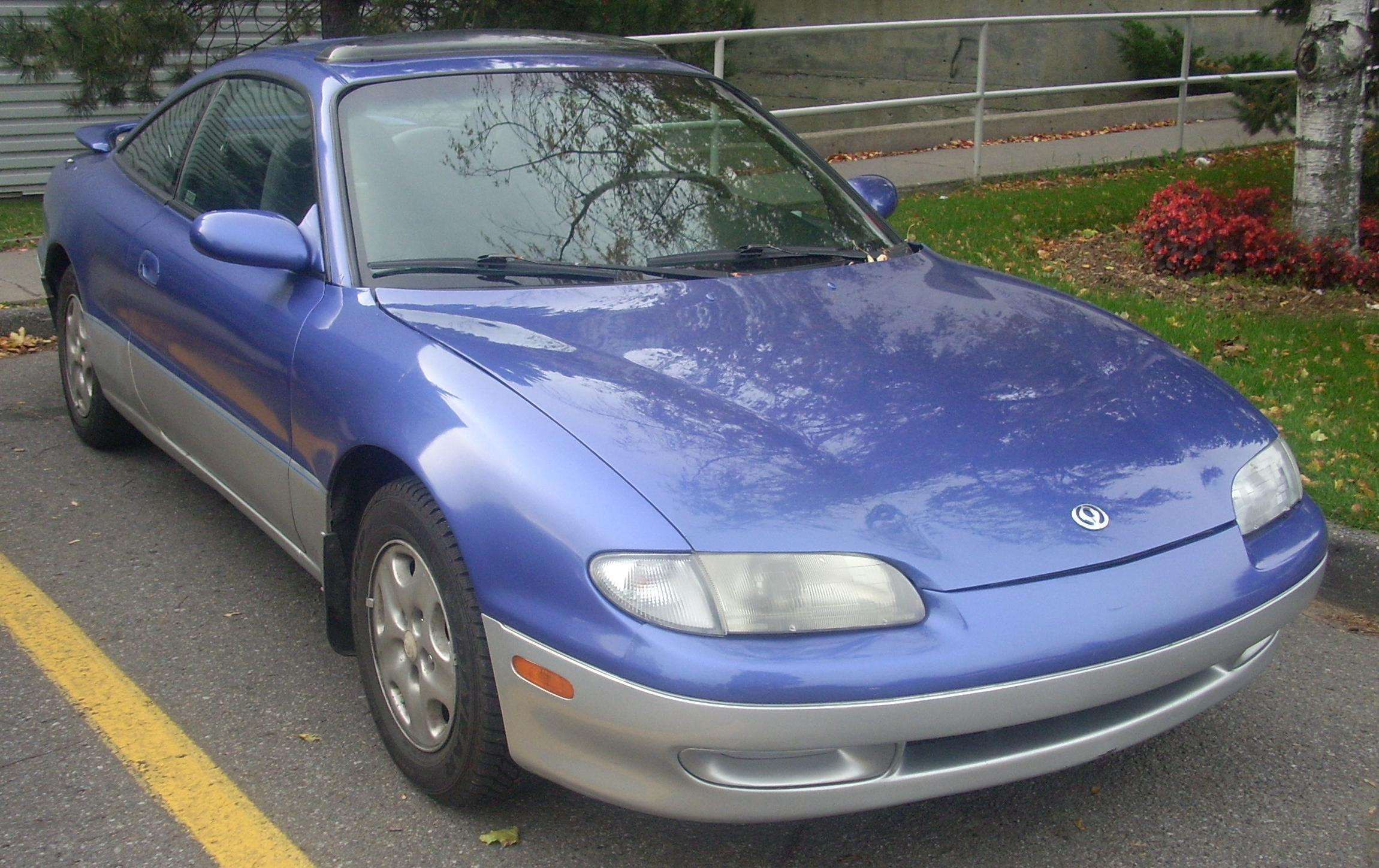
車頭（加拿大）
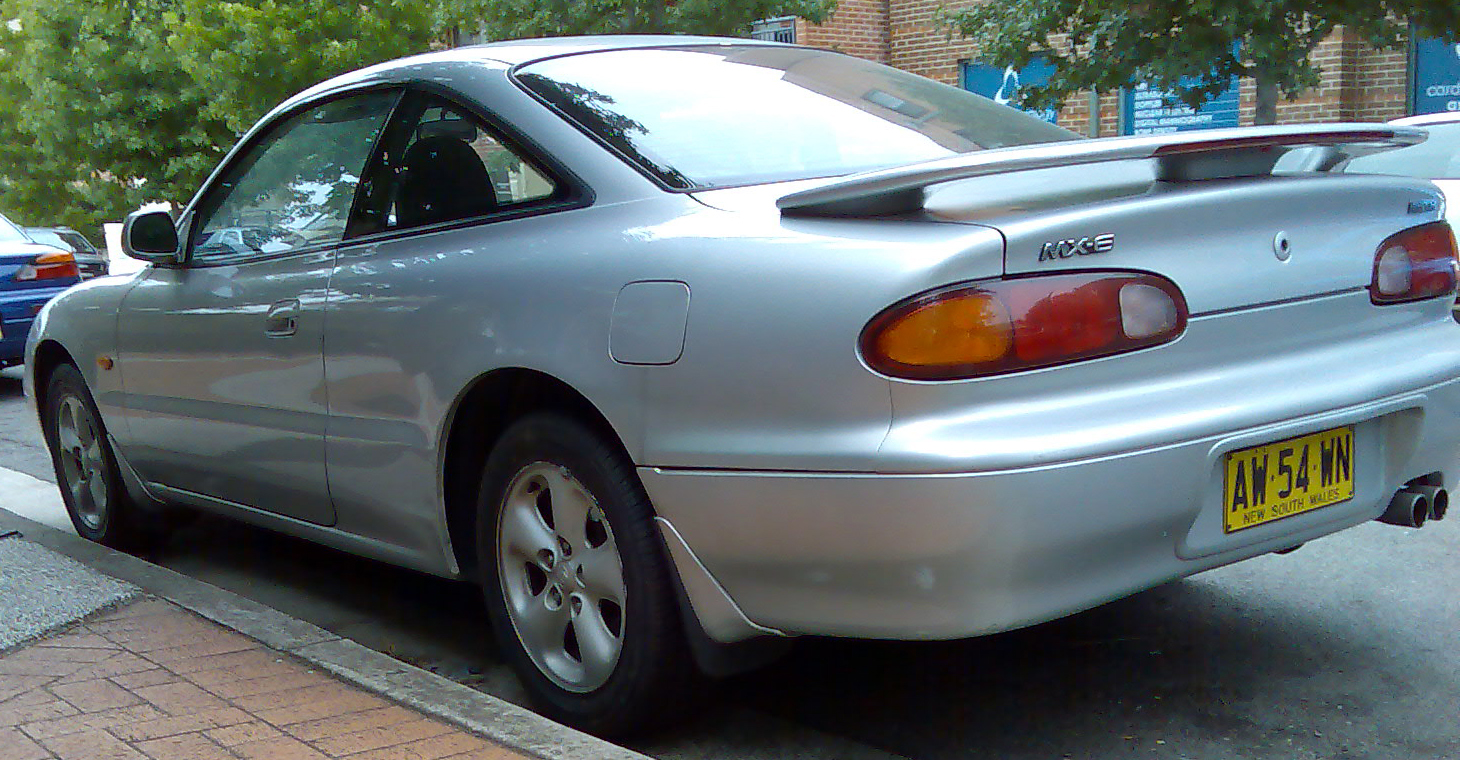
車尾（澳洲）
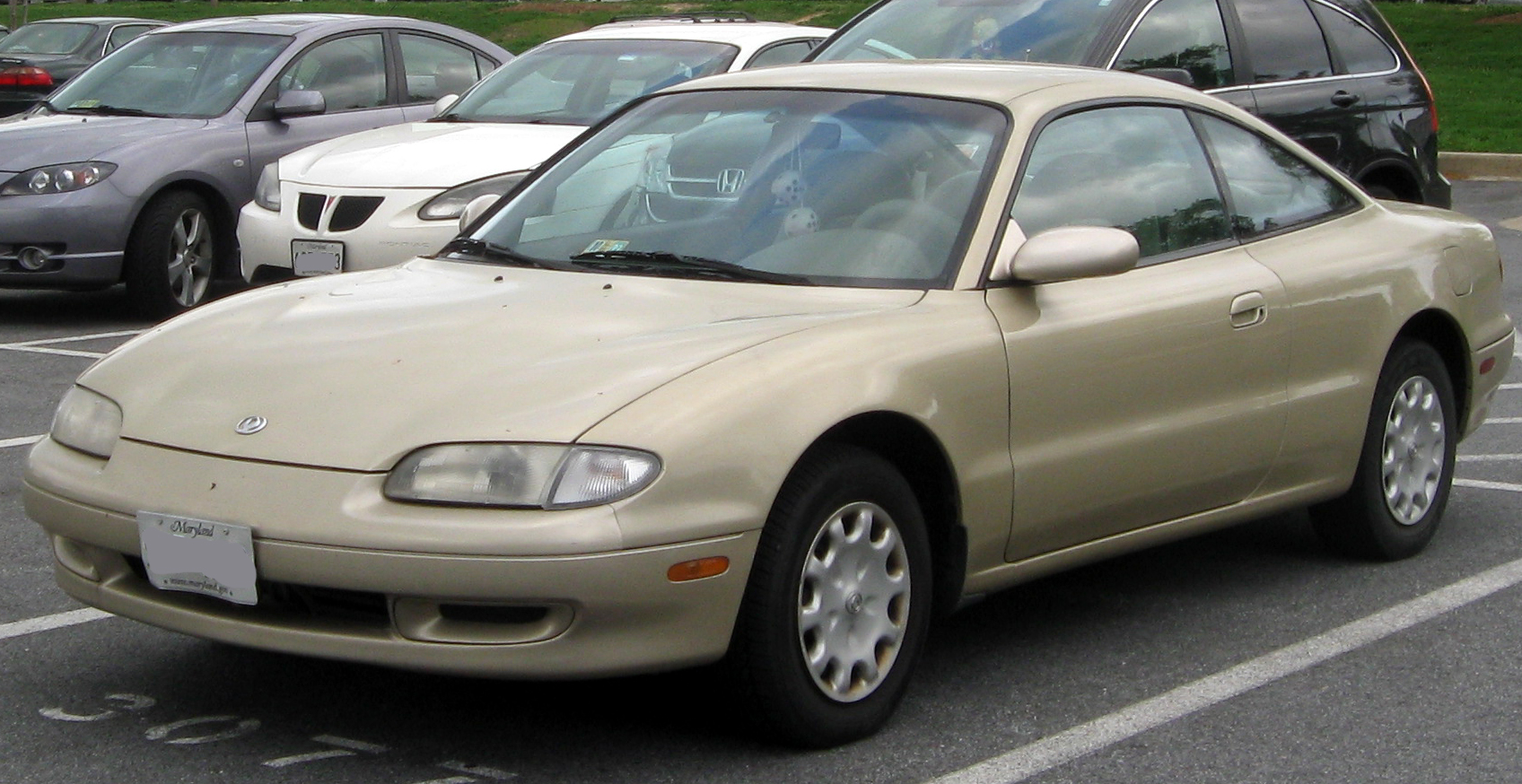
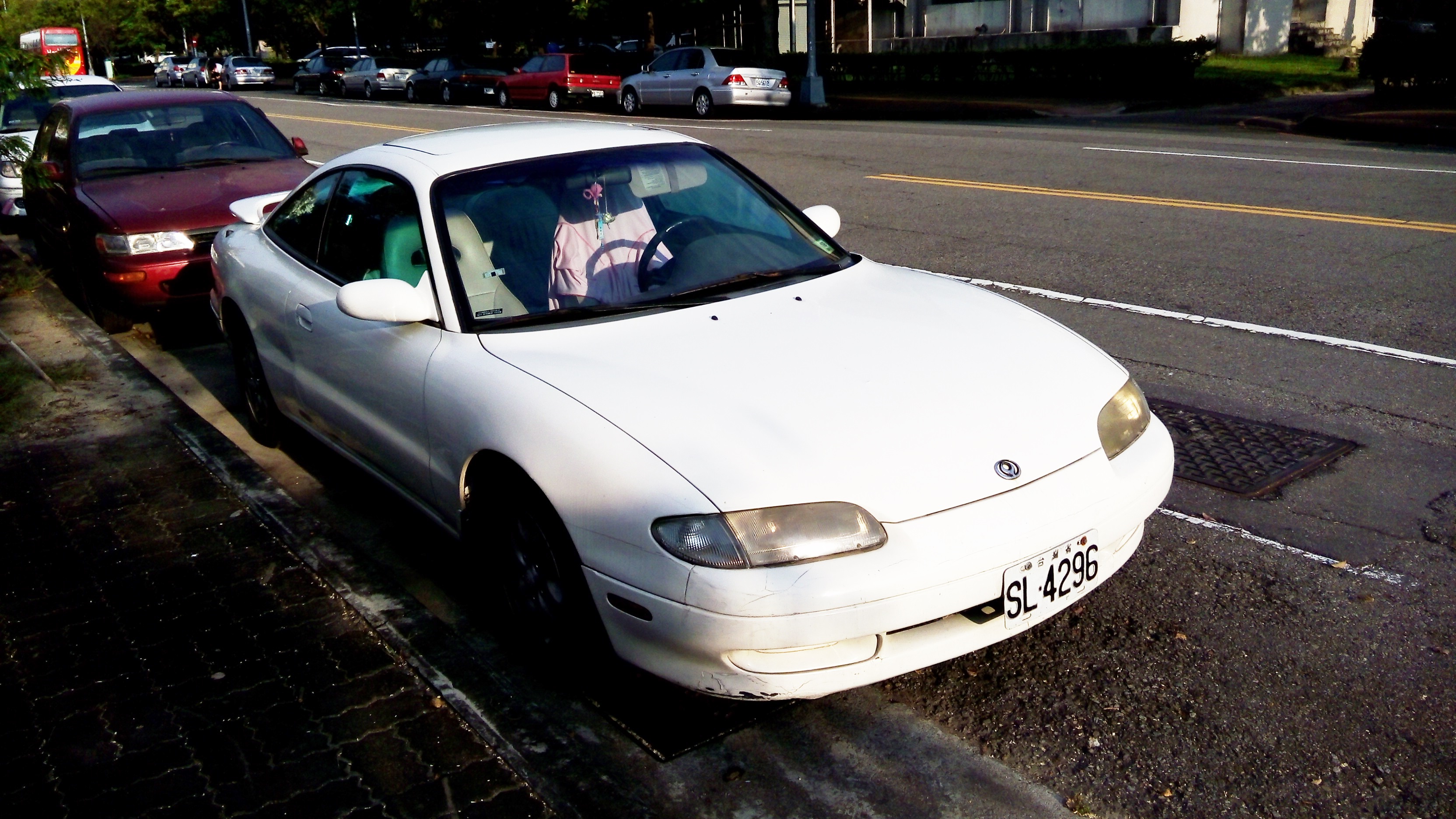
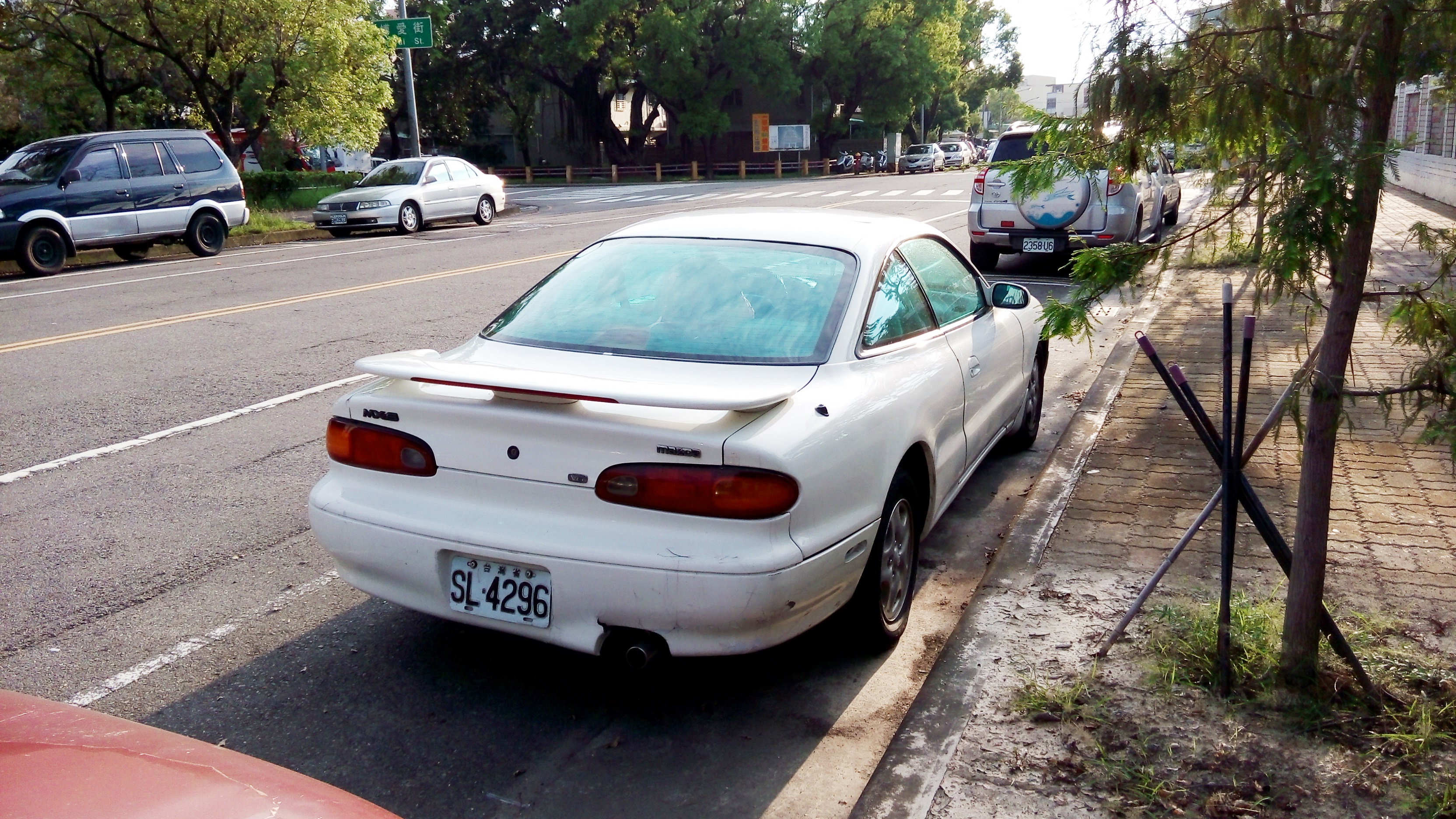

## 外部連結
- （英文）馬自達MX-6論壇 （页面存档备份，存于）
- （日語）マツダＭＸ－６のページ[永久]